# Vampyromorphida
Los vampiromórfidos (Vampyromorphida) son un  orden de moluscos cefalópodos que incluye una sola especie actual, Vampyroteuthis infernalis, y numerosos taxones extintos.

## Clasificación
- Orden Vampyromorphida
  - ?Suborden †Kelaenina
    - Familia †Muensterellidae

  - Suborden †Prototeuthina
    - Familia †Loligosepiidae
    - Familia †Geopeltididae
    - Familia †Lioteuthididae
    - Familia †Mastigophoridae

  - Suborden †Mesoteuthina
    - Familia †Palaeololiginidae
      - Subfamilia †Teudopseinae
      - Subfamilia †Palaeololigininae

  - Suborden Vampyromorphina
    - Familia Vampyroteuthidae

Los siguientes taxones han sido considerados durante largo tiempo como vampiromórfidos, lo cual ha sido puesto en duda por Fischer y Riou (2002):
- Familia †Plesioteuthididae
- Familia †Leptotheuthididae
- Familia †Trachyteuthididae
  - Subfamilia †Trachyteuthidinae
  - Subfamilia †Actinosepiinae